# 周履
周履（1917年5月—2005年10月），浙江湖州人，力学专家、教授。

## 生平
1917年5月（一说4月30日），周履出生于湖州县一个官僚之家。其祖父出身举人，曾任驻奥地利外交官和地方官，曾修筑周公堤。其父周宗琦曾在同济读医，期间参与辛亥革命，后赴德国留学，毕业后先后任柏林谷霍研究院研究员和同德医学院创校教务长。
1934年，周履以全校第一的成绩考入交通大学土木系，1938年毕业并留校担任助教。1942年太平洋战争爆发，日军侵占上海，周履迁往内地，在重庆綦江铁路工程处任工程师。
1944年赴康奈尔大学学习，1946年硕士毕业，因受到抗战胜利的鼓舞而放弃博士奖学金回国，在上海市工务局任技士（工程师）。由于当时社会腐败，自觉知识分子报国无门，周履于1947年再次赴康奈尔大学深造，1950年获得工学博士学位。毕业后任波士顿杰克逊摩兰德（Jackson & Moreland）工程咨询公司工程师。
1951年，因憧憬新中国而回国，任岭南大学教授。1952年，随院系调整而调入华南工学院（现华南理工大学）。
1954年，组建结构力学教研组，成为华工力学学科的开创人:379。1955年，成为华南工学院第一届院务委员会委员:26。1956年，开始招收副博士（苏制）研究生。1960年，数学力学系成立，周履任结构力学教研组主任，后任系副主任:124。
1963年1月，被歹徒袭击致大脑重伤并留下后遗症。
1983年-1987年，任广东省力学学会第一届理事长。此后任名誉理事长、《复合材料》副主编。

## 学术成就
周履在美国学习时期主攻土木工程和结构力学，1940年代开始研究深梁。于美国攻读博士时，他在土木工程学报等发表《深梁的分析》、《深梁中的应力》，获得学界著名教授的讨论和高度评价。
为适应大规模经济建设的需要，1950年代末期，周履将研究方向转为塑性力学，成为中国最早从事塑性力学研究的学者之一。其在1956年出席了全国第一届力学大会，并于1957年校庆上报告了“塑性理论中的极限定理及其套用”，发表在《经验报道》期刊，又见讨论于《土木工程学报》的《桿件系統中極限荷重的計算》，引起工程界的关注。
文化大革命结束后，转向研究复合材料力学，成为中国较早从事复合材料力学研究与教学的学者。他建立了相关研究室，筹建了中国力学学会复合材料专业组，并主持筹备了多个会议。

## 著作
- 《复合材料力学》，北京：高等教育出版社，1991[12]
- 《复合材料及其结构的力学进展》，广州：华南理工大学出版社，1991[13]